# 24nadstěn

3D projekce 24nadstěnu

V geometrii je 24nadstěn (nebo ikositetrachoron) čtyřrozměrné platónské těleso. V trojrozměrném prostoru analogii nemá.
24nadstěn je ohraničen 24 osmistěnnými nadstěnami, kdy se potkává vždy šest v každém vrcholu a tři v každé hraně. Dohromady má 96 trojúhelníkových stěn, 96 hran a 24 vrcholů. Je sebeduální, tedy jeho duálním tělesem je opět 24nadstěn.

## Objem, povrch a další parametry
Následující vzorce udávají, jaký je objem 24nadstěnu, a jeho k-rozměrné povrchy (což je vždy obsah k-rozměrné stěny krát počet těchto stěn) v závislosti na hraně a.
{\displaystyle S_{1D}} je tedy délka všech hran kostry 24nadstěnu.
{\displaystyle V_{4D}=2\ a^{4}}
{\displaystyle S_{3D}=8{\sqrt {2}}\ a^{3}}
{\displaystyle S_{2D}=24{\sqrt {3}}\ a^{2}}
{\displaystyle S_{1D}=96\ a\,}
Poloměr vepsané koule je
{\displaystyle \rho ={\frac {1}{\sqrt {2}}}\;a\,}
a poloměr koule opsané je
{\displaystyle r=a\,}

## Kartézská soustava souřadnic
24nadstěn je konvexním obalem svých vrcholů. Průvodiče ukazující do vrcholů jsou dány následujícími souřadnicemi:
8 vrcholů za všechny permutace
(±1, 0, 0, 0)
a 16 vrcholů za všechny kombinace znamének
(±½, ±½, ±½, ±½)
Prvních 8 vrcholů jsou vrcholy 16nadstěnu a zbývajících 16 jsou vrcholy k němu duálnímu teseraktu.
| Vícerozměrná geometrická tělesa | Vícerozměrná geometrická tělesa | Vícerozměrná geometrická tělesa | Vícerozměrná geometrická tělesa           | Vícerozměrná geometrická tělesa |
| ------------------------------- | ------------------------------- | ------------------------------- | ----------------------------------------- | ------------------------------- |
| d=2                             | trojúhelník                     | čtverec                         | šestiúhelník                              | pětiúhelník                     |
| d=3                             | tetraedr                        | krychle, oktaedr                | krychloktaedr, kosočtverečný dvanáctistěn | dvanáctistěn, dvacetistěn       |
| d=4                             | 5nadstěn                        | teserakt, 16nadstěn             | 24nadstěn                                 | 120nadstěn, 600nadstěn          |
| d=5                             | 5simplex                        | penterakt, 5ortoplex            |                                           |                                 |
| d=6                             | 6simplex                        | hexerakt, 6ortoplex             |                                           |                                 |
| d=7                             | 7simplex                        | hepterakt, 7ortoplex            |                                           |                                 |
| d=8                             | 8simplex                        | okterakt, 8ortoplex             |                                           |                                 |
| d=9                             | 9simplex                        | ennerakt, 9ortoplex             |                                           |                                 |
| d=10                            | 10simplex                       | dekerakt, 10ortoplex            |                                           |                                 |
| d=11                            | 11simplex                       | hendekerakt, 11ortoplex         |                                           |                                 |
| d=12                            | 12simplex                       | dodekerakt, 12ortoplex          |                                           |                                 |
| d=13                            | 13simplex                       | triskaidekerakt, 13ortoplex     |                                           |                                 |
| d=14                            | 14simplex                       | tetradekerakt, 14ortoplex       |                                           |                                 |
| d=15                            | 15simplex                       | pentadekerakt, 15ortoplex       |                                           |                                 |
| d=16                            | 16simplex                       | hexadekerakt, 16ortoplex        |                                           |                                 |
| d=17                            | 17simplex                       | heptadekerakt, 17ortoplex       |                                           |                                 |
| d=18                            | 18simplex                       | oktadekerakt, 18ortoplex        |                                           |                                 |
| d=19                            | 19simplex                       | ennedekerakt, 19ortoplex        |                                           |                                 |
| d=20                            | 20simplex                       | ikosarakt, 20ortoplex           |                                           |                                 |